# 엄태섭
엄태섭(1959년 7월 17일~)은 롯데 자이언츠, 삼미 슈퍼스타즈에서 뛰었던 전 야구선수다.

## 기록
- 1982년: 36경기 95타수 19안타 타율 0.200
- 1983년: 6경기 8타수 무안타
- 1984년: 2경기 2타수 무안타

## 등번호
- 10 (1982)
- 20 (1983~1984)

## 출신 학교
- 마산용마고등학교
- 동아대학교

## 같이 보기
- 1982년 롯데 자이언츠 시즌
- 1982년–1985년 삼미 슈퍼스타즈 시즌